# Финансијско тржиште
Финансијска тржишта се могу посматрати у ширем и ужем смислу. У ширем смислу, финансијска тржишта постоје свуда где се обављају финансијске трансакције. У ужем смислу, могу се дефинисати као организована места на којима се сусрећу понуда и тражња за различитим облицима финансијских инструмената (или активе).
Преко финансијских тржишта привредни субјекти долазе до средстава неопходних за финансирање свог пословања. Она олакшавају повезивање субјеката који располажу вишковима финансијских средстава и субјеката којима недостају финансијска средства, односно повезују две значајне макроекономске категорије – штедњу и инвестиције.
Финансијска тржишта представљају најзначајнији фактор укупног економског и привредног система у земљама са развијеном тржишном привредом. Она омогућава нормално одвијање привредних односа.
Преко финансијских тржишта врши се алокација акумулације са циљем да се она најефикасније употреби у производњи. Субјекти који располажу вишковима средстава, путем кредита или власничких удела стављају их на располагање субјектима који се баве производњом.

### Значај финансијских тржишта
Финансијска тржишта представљају најзначајнији и најосетљивији део укупног економског и финансијског система сваке земље. Она омогућавају нормално и несметано функционисање националне економије. На њима се одражавају сва збивања у реалним токовима друштвене репродукције. Она представљају један од основних постулата тржишне привреде.
Финансијска тржишта су део економског система. На њих врше утицај промене на тржишту производа и промене фактора производње. Такође, финансијска тржишта врше повратни утицај на тржиште производа и факторе производње. Развојем финансијских тржишта повећава се понуда финансијских инструмената, чиме и други облици активе постају предмет тржишног валоризовања.
Финансијска тржишта имају велики значај за развој производње, повећање друштвеног производа и остваривање акумулације.

#### Функција повезивања
Финансијска тржишта, као организована места на којима долази до сусретања понуде и тражње за различитим облицима финансијских инструмената, омогућавају повезивање инвестиционих субјеката, којима недостају финанијска средства, и штедних субјеката, који располажу вишковима финансијских средстава.

#### Алокативна функција
Финансијска тржишта омогућавају алокацију слободних финансијских средстава, усмеравањем токова финансијских средстава од оних субјеката који располажу вишковима средстава ка оним субјектима којима та средства недостају.

#### Функција развоја
Финансијска тржишта доприносе привредном развоју, јер доводе до повећања мобилности финансијских средстава.

#### Функција ефикасности
Преко финансијских тржишта омогућава се ефикасно коришћење финансијских средстава једне националне економије, чиме се обезбеђује ефикасније пословање у привреди.

#### Функција одређивања цене финансијских средстава
На финансијским тржиштима се одређују цене финансијских средстава, односно образују се цене коришћења финансијских средстава.

#### Функција смањења трошкова
Финансијска тржишта омогућавају смањење трошкова спајања субјекта који жели да прода, са субјектом који жели да купи одређени финансијски инструмент. Такође, долази и до смањења трошкова у вези са прибављањем одређених информација које се могу добити на финансијским тржиштима.

#### Функција поузданости
Финансијска тржишта омогућавају да се смањује ризик из послова који се обављају на овим тржиштима.

### Врсте финансијских тржишта
Постоји већи број критеријума за поделу финансијских тржишта па, самим тим, и више врста финансијских тржишта.

#### Подела према року доспећа
Главна подела финансијских тржишта је она која их сврстава у две основне категорије, с обзиром на рок доспећа финансијске активе којом се тргује на финансијским тржиштима:
- тржиште новца
- тржиште страних валута
- тржиште капитала

Тржиште новца (краткорочно тржиште) је сегмент финансијских тржишта за краткорочне облике финансијске активе, где се тргује жиралним новцем и хартијама од вредности са роком доспећа краћим од годину дана. Основни учесници су банке. Ово тржиште обезбеђује ликвидност и солвентност привредним субјектима. 
Тржиште капитала (дугорочно тржиште) је сегмент финансијских тржишта на коме се тргује финансијском активом са роком доспећа дужим од једне године. На овом тржишту се превасходно тргује дугорочним хартијама од вредности, инструментима дуга и власничким инструментима. Емитенти на тржишту капитала долазе до средстава за своје дугорочно финансирање. На овом тржишту посебну улогу имају тзв. институционални инвеститори)

#### Подела према подручју које покривају
Полазећи од места на коме се трансакције обављају и подручја које покривају, финансијска тржишта се могу поделити на:
- локална тржишта
- национална тржишта
- међународна тржишта

Локална тржишта се односе на уже подручје једне земље. Национална (домаћа) тржишта се односе на целу земљу. Међународна (екстерна) тржишта се односе на више земаља, па се и емитовање хартија од вредности врши истовремено у више земаља.

#### Према праву које се налази у њиховој основи
Са аспекта природе права која се налазе у основи финансијских инструмената којима се тргује, разлику се:
- тржишта основних хартија од вредности (тржиште инструмената дуга, и тржиште власничких инструмената)
- тржишта изведених хартија од вредности

На тржишту инструмената дуга тргује се инструментима дуга који представљају облик хартија од вредности којима се уобличавају дужничко-поверилачки односи, односно кредитни односи. Ту спадају различите хартије од вредности, као што су обвезнице, записи, цертификати и слично, којима се врши кредитирање пословања емитената. Емисијом ових хартија емитент прикупља средства за своје финансирање, јер купци таквих хартија постају кредитори и налазе се у улози коју има банка код директног кредитирања.
На тржишту власничких инструмената тргује се акцијама и деоницама. Купци ових хартија од вредности не постају кредитори, као код куповине инструмената дуга, већ постају власници дела активе и будућих прихода емитента.
Тржиште изведених хартија од вредности (или дериватна тржишта)  настала су развојем изведених хартија од вредности, односно финансијских деривата. Ове хартије од вредности се називају изведеним зато што њихова вредност зависи од вредности неке друге активе која се налази у њиховој основи. Та друга актива може бити роба, основне хартије од вредности, каматна стопа, девизни курс итд.

#### Подела према времену плаћања и испоруке
Полазећи од времена плаћања и испоруке финансијске активе, разликују се:
- промптна тржишта
- терминска тржишта

Карактеристика промптних (готовинских) тржишта је да се послови и трансакције које се на њима закључе одмах реализују – испорука финансијске активе и плаћање врше се одмах по закључењу посла. Карактеристика терминских тржишта је да се на њима закључују термински (рочни) послови, који представљају споразум учесника да реализују одређене финансијске трансакције у будућности (овде спадају тржишта изведених хартија од вредности тј. дериватна тржишта).

#### Подела према природи трансакције
Полазећи од емисије хартија од вредности, односно од природе трансакције, разликују се:
- примарна тржишта
- секундарна тржишта

Подела је извршена по томе да ли се на њима врши прва куповина и продаја финансијских инструмената које су креирале дефицитне економске јединице, или даља купопродаја.
Примарна тржишта су она на којима се врши примарна емисија појединих хартија од вредности. На њима се обавља прва трансакција хартија од вредности, односно, на њима се уводе нове хартије од вредности. Купци купују новоемитоване хартије од вредности и уједно постају њени први власници. Купац у овом случају има положај инвеститора, јер куповина за њега значи инвестицију, с обзиром да од купљене хартије од вредности очекује приходе веће од улагања које је имао при куповини хартије од вредности. Продавци новоемитованих хартија од вредности имају улогу емитената који преко примарног тржишта долазе до средстава за своје финансирање.
Примарна финансијска тржишта имају функцију да се трансферисањем финансијске штедње обезбеди њена ефикасна алокација крајњим корисницима.
Секундарна тржишта су она на којима се тргује већ емитованим хартијама од вредности. На њима се обавља препродаја, односно друга и наредна трансакција са хартијама од вредности.
Ова тржишта омогућавају продају финансијске активе, да би се дошло до ликвидних средстава, јер ова тржишта обезбеђују ликвидност финансијске активе а то значи да обезбеђују ликвидност привредним субјектима. Једна од битних функција секундарних тржишта је да она одређују цену финансијске активе, чиме се постиже ефикасност пословања и управљања.
Секундарна тржишта постоје за скоро све хартије од вредности – обвезнице, акције, опције, фјучерсе.

#### Подела према промету
Са аспекта промета, разлику се:
- берзански промет и тржишта
- ванберзански промет и тржишта

Берзански промет проистиче из послова и трансакција који се обављају на берзи.
Постојање ванберзанског промета значи да се трансакције могу обављати и на другим местима осим берзе. Та друга места могу бити при берзи, посредством банака, помоћу информационих система, итд.

#### Подела према организационој структури
Имајући у виду организациону структуру, финансијска тржишта могу бити:
- аукциона финансијска тржишта
- посредничка финансијска тржишта
- преко шалтера финансијска тржишта

Аукциона финансијска тржишта су она која послују на принципима аукције, односно, купац постаје онај субјекат који понуди највећу цену.
Посредничка финансијска тржишта су она тржишта на којима се послови и трансакције обављају преко посебних, овлашћених посредника, најчешће брокера и дилера.
Посебан облик финансијског тржишта организује се преко шалтера, што представља вид ванберзанског промета у коме се трансакције обављају путем упаривања понуде и тражње преко информационе и компјутерске технологије. Заинтересовани купци и продавци подносе своје налоге на шалтерима банака или овлашћених агената.

#### Подела према финансијским токовима
С обзиром да постоје директни и интермедијарни финансијски токови, постоји и подела финансијских тржишта на:
- директна финансијска тржишта
- интермедијарна финансијска тржишта

На директним финансијским тржиштима обавља се куповина и продаја, како примарна тако и секундарна, само финансијских инструмената које су издале дефицитне економске јединице, без обзира да ли су у њих укључени дилери или брокери. Другим речима, у директна финансијска тржишта спада и примарна и секундарна купопродаја акција предузећа, или обвезница предузећа и државе, комерцијалних записа предузећа и слично.
На интермедијарним финансијским тржиштима купују се и продају финансијски инструменти које су издале интермедијарне финансијске институције – банке, пензиони фондови, осигуравајућа друштва, инвестиционе компаније и фондови. Ово значи да у интермедијарна тржишта спада купопродаја депозита, депозитних цертификата и благајничких записа банака, полиса осигурања, обвезница и акција институционалних инвеститора.

#### Подела према организованости места на којима се тргује
У зависности од степена организованости места на којима се финансијско-тржишне операције остварују, разлику се:
- организована тржишта
- слободна тржишта

Организована (институционализована) тржишта постоје када се финансијско-тржишне операције остварују на организованим местима (берзама) и по строго регулисаној процедури, уз физичко присуство актера или њихових представника.
Слободна (неинституционализована) тржишта постоје када се финансијски инструменти купују и продају по много мање формализованој процедури и на мање организованим местима.

#### Подела према типу финансијске активе
Поред опште и глобалне поделе финансијских тржишта, постоји даља њихова сегментација на специјализована тржишта. Полазећи од финансијске активе којом се тргује, разликује се пет основних сегмената финансијских тржишта:
- тржиште новца
- тржиште капитала
- девизно тржиште
- хипотекарно тржиште
- тржиште финансијских деривата

Девизно тржиште на специфичан начин прожима и новчано тржиште и тржиште капитала, због чега се оно и третира као саставни део и једног и другог. Међутим, оно има довољно специфичности да га треба третирати као посебно финансијско тржиште.
На хипотекарном тржишту се тргује хипотекарним кредитима и хартијама од вредности на бази хипотеке. Ови послови су постали привлачни јер се као њихово осигурање јавља хипотека на реална непокретна добра – земљиште, зграде и друге непокретности.